# Lợn rừng Đông Dương
Lợn rừng Đông Dương (Sus bucculentus) là loài động vật thuộc họ Lợn. Loài này phân bố ở Lào và Việt Nam. Loài này từng được coi là đã tuyệt chủng cho đến khi người ta phát hiện sọ của một cá thể bị giết ở khu vực dãy Trường Sơn thuộc Lào năm 1995. Có một số bằng chứng về sự đồng nhất của loài này với một loài lợn hoang từng sống ở khu vực Đông Dương và lưu vực sông Mekong.